# Кузьменко, Павел Васильевич (писатель)
Павел Васильевич Кузьменко (род. 30 ноября 1954 года, Москва, СССР) — российский писатель, публицист, сценарист. Пишет под своей фамилией. Также использовал псевдонимы в книгах издательства ЭКСМО Павел Васильев, Кирилл Казанцев, в книгах издательства «Изограф» Полина Шаховская, в статьях газеты «Ex libris» Татьяна Воронина, Григорий Павлов, лауреат премии «Бронзовая улитка» за 1996 год.

## Биография
Павел Кузьменко в 1972 году окончил московскую школу № 91. В 1973—1975 годах служил в армии. В 1980 году окончил вечернее отделение исторического факультета МОПИ им. Крупской. В период обучения и позже сменил много мест работы: Государственный исторический музей, Музей искусства народов Востока, Центральная городская библиотека им. Некрасова, Государственная библиотека им. Ленина, киностудия «Мосфильм», издательство «Текст» и пр. С 1999 года Кузьменко живёт на гонорары. Член Союза писателей Москвы.
Всерьез писать начал в середине 80-х. Первая публикация в периодике в журнале «Химия и жизнь» в 1991 году. Первая книга вышла в издательстве «Армада» в 1996 году. Вышло более 20 книг в жанрах боевик, фантастика, историческая публицистика.
Павел Кузьменко активно сотрудничал с разными периодическими изданиями, публиковал научно-популярные статьи, рецензии в газете «Алфавит» (1998—2001), юмористические рассказы в журнале «Магазин Жванецкого» (2000—2001), публицистические статьи, рецензии, детские сказки в газете «Ex libris НГ» (2000—2010), статьи в журнале «STORY» (2011—2012).
С 2002 года Павел Кузьменко писал статьи в основном исторической тематики в интернете на сайтах проекта «Фаэтон», портала «Ваш год рождения» и других.
В 2000 году Павел Кузьменко начал писать для телевидения. Первой его работой стала придуманная им вместе с женой Татьяной Ворониной, журналистом газеты «Алфавит» Андреем Самохиным и режиссёром Владимиром Зиминым интеллектуальная телевизионная игра «Алфавит», шедшая на канале ТВЦ в 2002—2004 годах. В дальнейшем писал сценарии телесериалов «Дружная семейка» (РТР, RenTV 2002—2004), «Комедийный коктейль» (ТНТ 2004), «Псевдоним Албанец» (НТВ 2006), «Секретные поручения (недоступная ссылка)» (НТВ 2006), «Жаркий лед» (1 канал 2009).

### Книги
- «Прошу вас умереть» М. «Армада». 1996
- «Антихрист и его банда» М. «Изограф». 1996
- «Удав или Мальчики кровавые в глазах». М. «Изограф». 1997
- «Киллер-чемпион» (под псевд. Павел Васильев) М. «ЭКСМО-Пресс». 1998
- «Бешеные псы» (под псевд. Павел Васильев) М. «ЭКСМО-Пресс». 1999
- «Опричник» (под псевд. Павел Васильев) М. «ЭКСМО-Пресс». 1999
- «Система ада» М. «ЭКСМО-Пресс». 2002
- «Чувство древнее, как мир» (под псевд. Полина Шаховская; в соавт. с Татьяной Ворониной) М. «Изографус», «ЭКСМО-Пресс». 2002
- «Капризы странные судьбы» (под псевд. Полина Шаховская; совм. с Татьяной Ворониной) М. «ИзографЪ», «и.д. Журналист», 2005
- «По следам инков» (совм. с Татьяной Семеновой) М. «Фаэтон». 2007
- «Ваш год рождения 1959. Время, факты, подробности» (совм. с Софьей Витвер) М. «Анаграмма», 2008.
- «Ваш год рождения 1947. Время, факты, подробности» (совм. с Александром Яковлевым и Сергеем Каратовым) М. «Анаграмма», 2008.
- «Ваш год рождения 1969. Время, факты, подробности» (совм. с Ириной Трубецкой). М. «Анаграмма», 2009.
- «Ваш год рождения 1979. Время, факты, подробности» (совм. с Ольгой Ветохиной). М. «Анаграмма», 2009.
- «Колодец времени» (совм. с Татьяной Семеновой) М. «Фаэтон». 2009.
- «Ваш год рождения 1949. Время, факты, подробности» (совм. с Ольгой Ветохиной". М. «Анаграмма», 2009.
- «Чемпион по стрельбе» (под псевд. Кирилл Казанцев). М. ЭКСМО. 2010.
- «Рывок с кичи» (под псевд. Кирилл Казанцев). М. ЭКСМО. 2010.
- «Посмертная амнистия» (под псевд. Кирилл Казанцев). М. ЭКСМО. 2010.
- «Ваш год рождения 1960. Время, факты, подробности» (часть 2 «Портрет на фоне года: Ярославль, город именинник») (совм. с Татьяной Скрябиной и Ольгой Ветохиной). М. «Анаграмма», 2010.
- «Любовь самых ярких и эпатажных женщин в истории» (совм. с Татьяной Ворониной). М. АСТ, «Астрель», 2011.
- «Самые скандальные треугольники русской истории». М. «Астрель», Владимир. ВКТ, 2012.

### Фильмография
- «Дружная семейка» (РТР, Ren TV 2002—2004)
- «Комедийный коктейль» (ТНТ 2004)
- «Псевдоним Албанец» (НТВ 2006)
- «Секретные поручения» (НТВ 2006)
- «Жаркий лёд» (1 канал 2009)
- «Стервы» (НТВ 2012)